# Sculpture classique

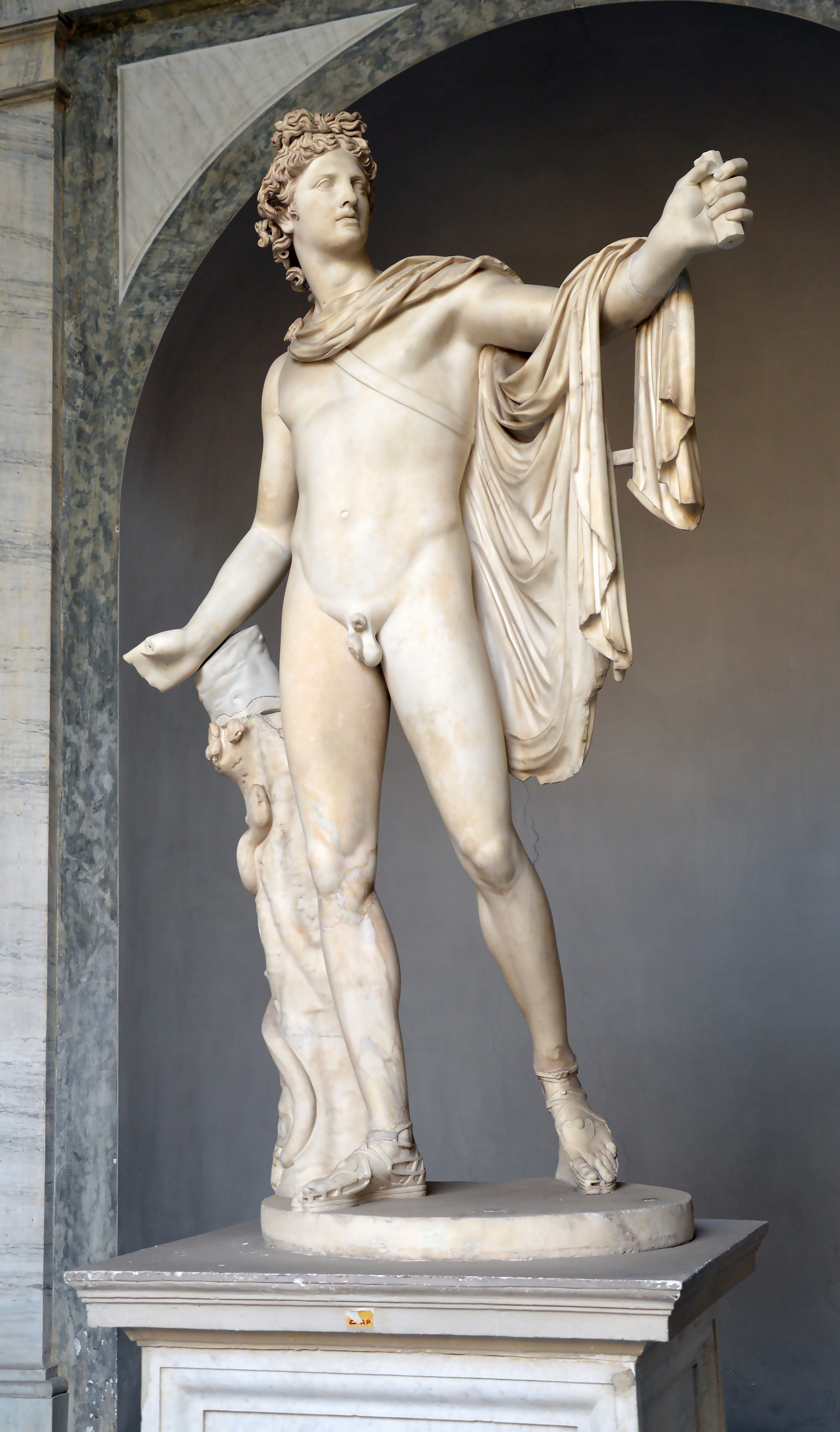
Apollon du Belvédère, attribué à Léocharès, copie romaine datant de 130–140 av. J.-C. d'après un bronze grec original de 330–320 av. J.-C., musée Pio-Clementino (musées du Vatican)

Le terme de sculpture classique désigne une forme et un style sculpture correspondant à celle produite dans la Grèce antique, la Rome antique et les civilisations sous le contrôle ou l'influence hellénistique et romaine entre le Ve siècle av. J.-C. et la chute de Rome en 476. Il désigne également des sculptures plus récentes réalisées selon un style classique, c'est-à-dire inspiré de l'Antiquité. La sculpture classique était d'ailleurs très populaire pendant la Renaissance.
Outre les statues sur pied, le terme regroupe également les sculptures en relief, comme les célèbres marbres d'Elgin du Parthénon, ainsi que les bas-reliefs. Alors que les œuvres sculpturales insistent sur la forme humaine, les reliefs sont généralement plutôt utilisés pour concevoir des scènes décoratives.

## Grandes périodes classiques
La sculpture classique recoupe plusieurs périodes historiques de l'Antiquité.

### Période archaïque

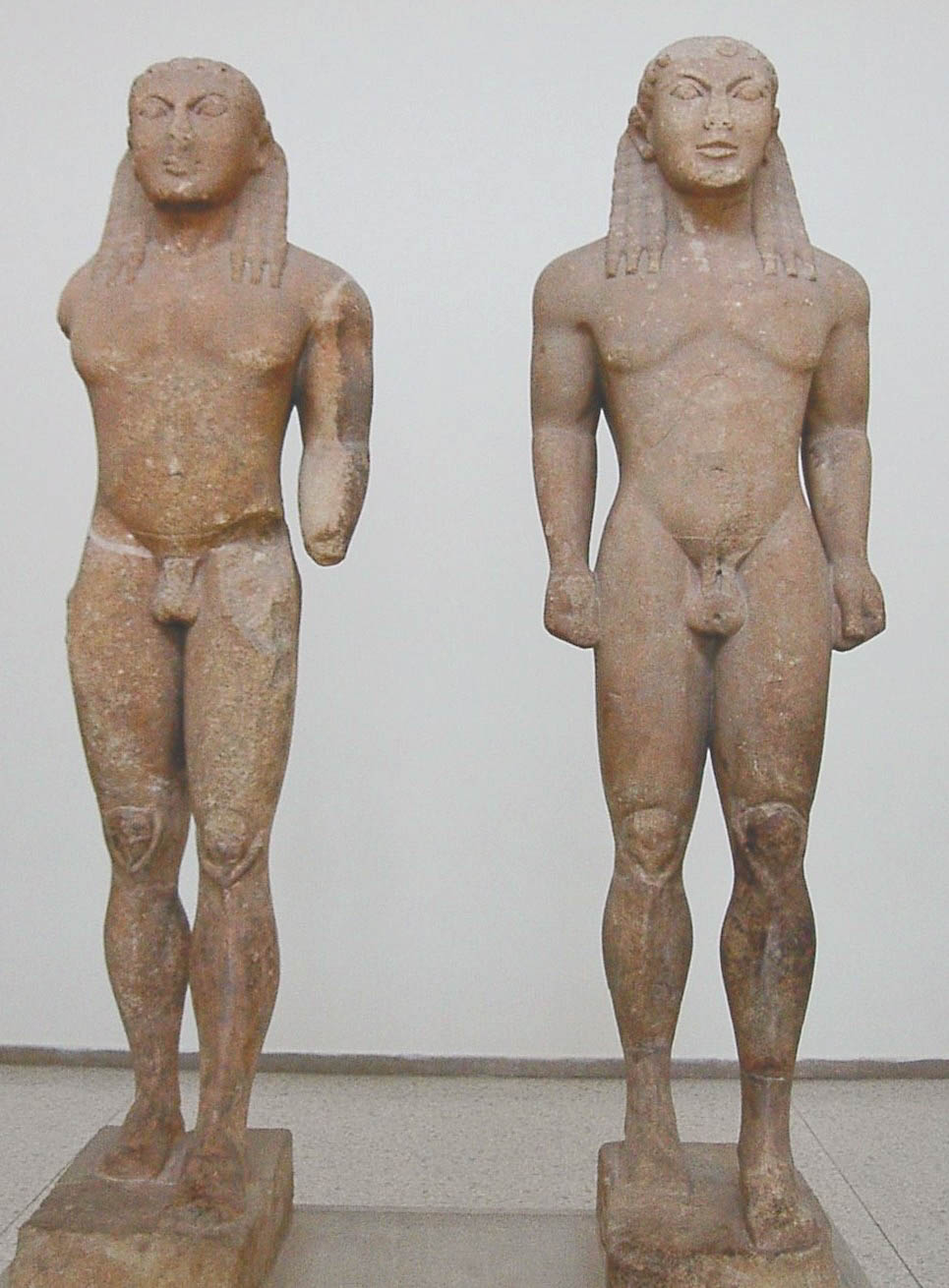
Cléobis et Biton

Dans la Grèce antique, la sculpture de la période archaïque est surtout marquée par le kouros (pluriel kouroï) qui est une statue représentant un jeune homme debout. Un bon exemple est la sculpture de Cléobis et Biton datant d'environ 580 av. J.-C., actuellement au musée archéologique de Delphes.
Les sculpteurs grecs de cette période étaient au départ influencés dans leur style par les égyptiens. Les débuts de la sculpture grecque peuvent être considérés comme profondément égyptiens. Cependant, des différences notables sont assez rapidement apparues, en particulier concernant les sculptures masculines, qui avaient tendance à être représentées nues, ce qui était manifestement exclu dans l'art égyptien, à l'exception toutefois des représentations de décapitation d'esclaves ou d'ennemis. En revanche, les sujets féminins étaient toujours représentés habillés dans les sculptures archaïques.
Durant cette période, les sculpteurs ne mettent pas encore l'accent sur l'anatomie de leur sujet (les os, la musculature, les articulations) comme cela sera le cas plus tard. Vestige de traditions plus anciennes, certains détails des sculptures semblent être « incisés » plutôt que parfaitement modelés. De même, les postures et mouvements des statues ne sont pas naturels.
Toutefois, le style archaïque s'est peu à peu transformé en ce que l'on appelle le style classique, marquant une nette progression stylistique au fur et à mesure de l'amélioration des connaissances techniques et de la dextérité des sculpteurs.

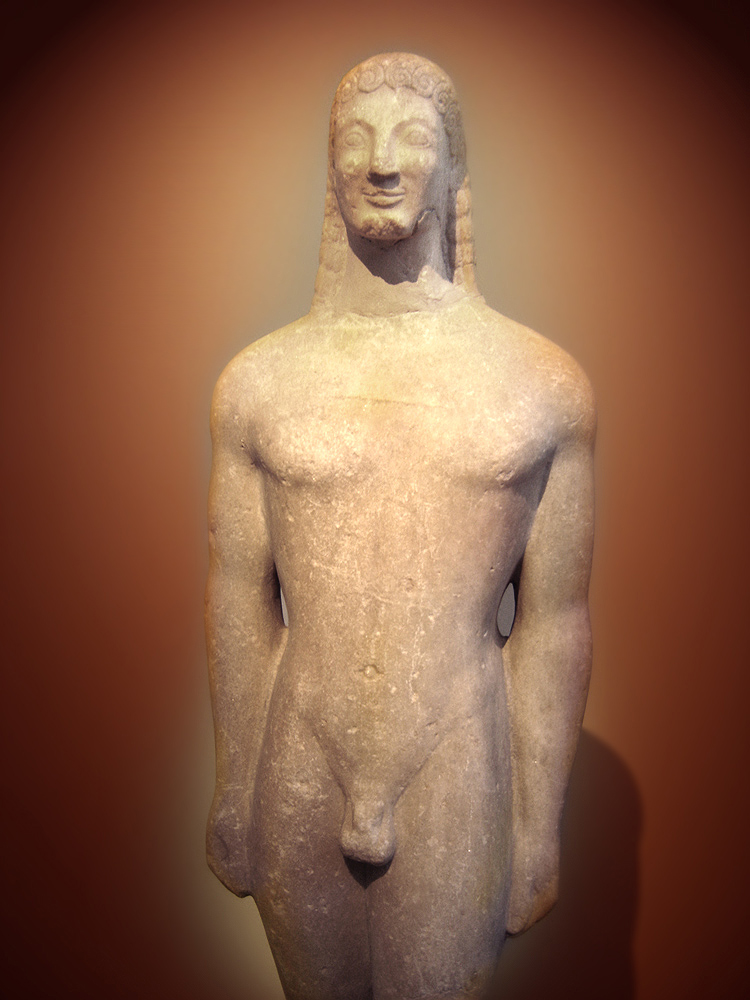
Kouros, vers 530 av. J.-C., musée national archéologique d'Athènes.
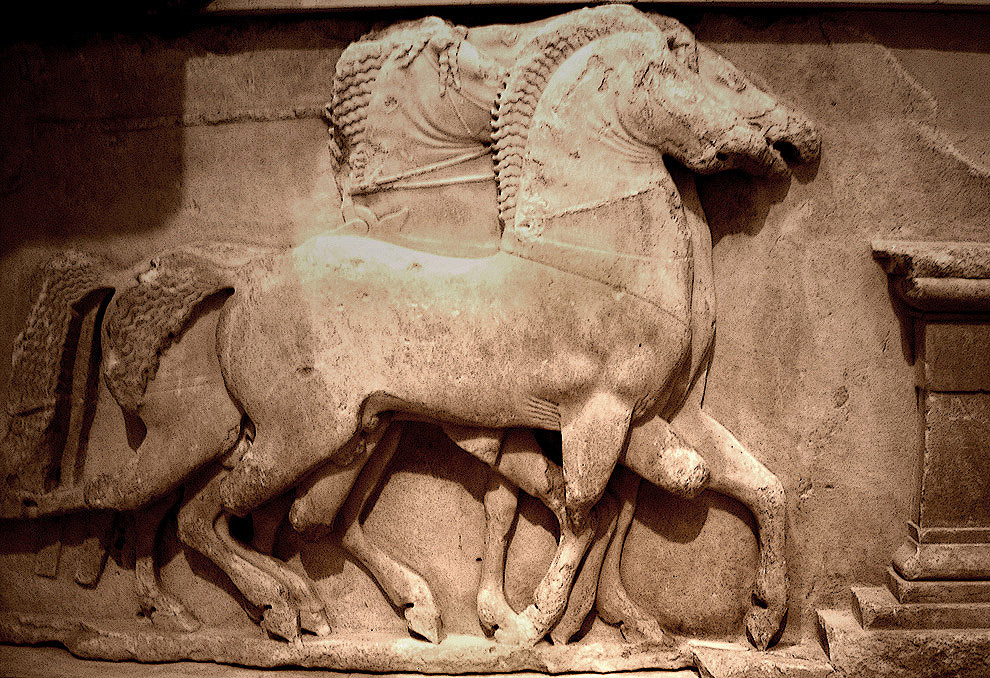
Trésor de Siphnos (détail de la frise), vers 525 av. J.-C., musée archéologique de Delphes.
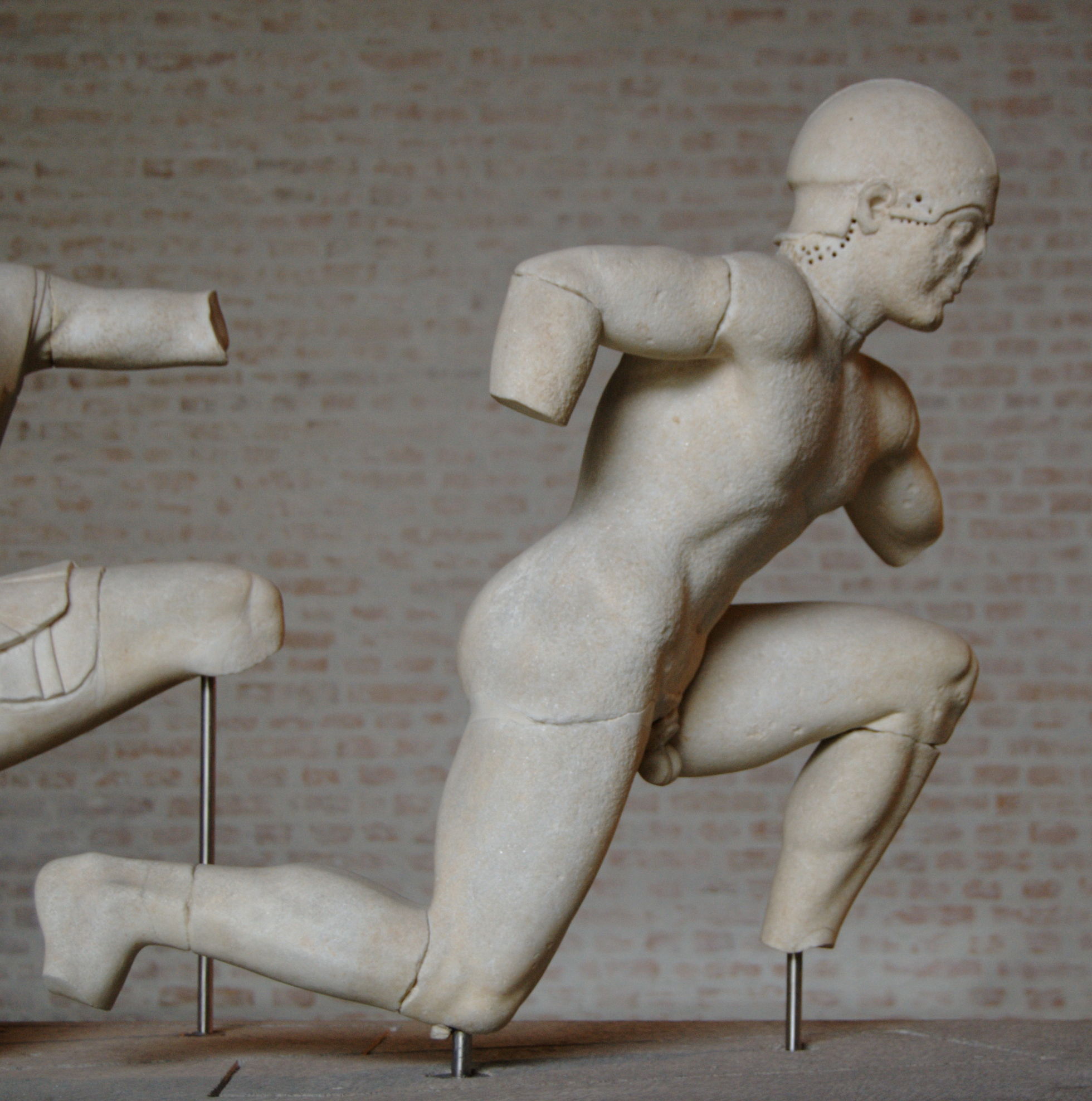
Guerrier grec lancier, figure V du fronton ouest du temple d'Aphaïa, vers 505-500 av. J.-C., Glyptothèque de Munich.
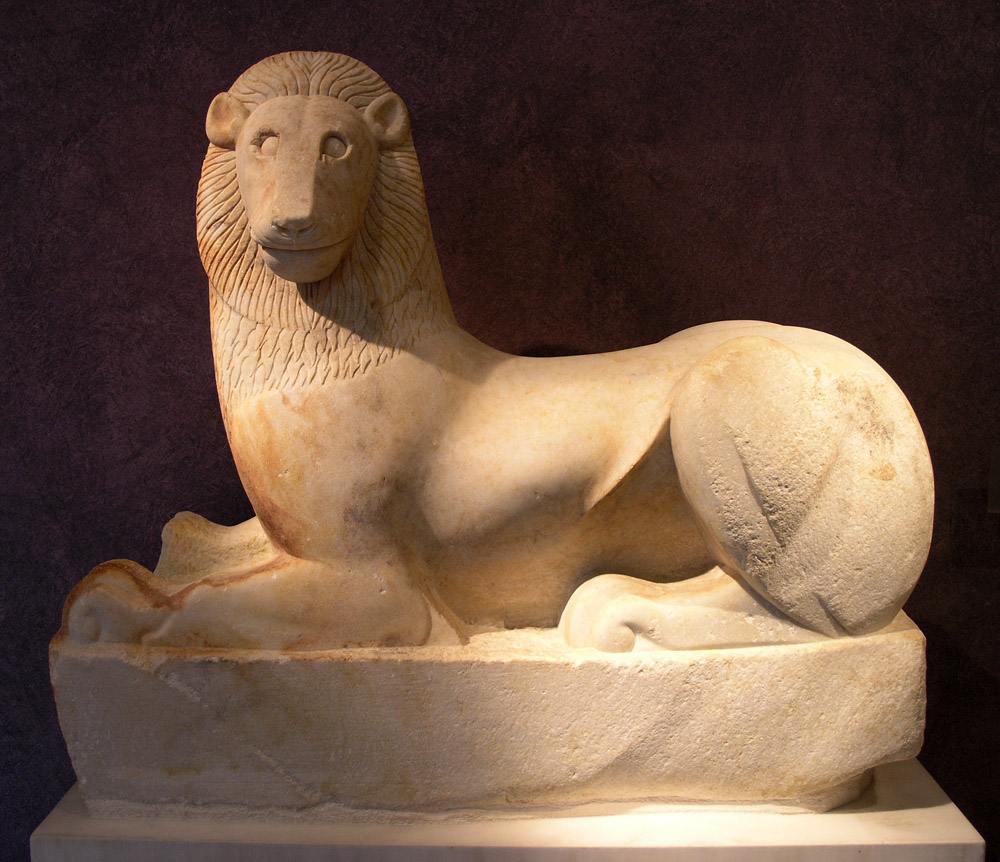
Lion de la porte sacrée, vers 590–580 av. J.-C. musée archéologique du Céramique, Athènes.

### Période classique

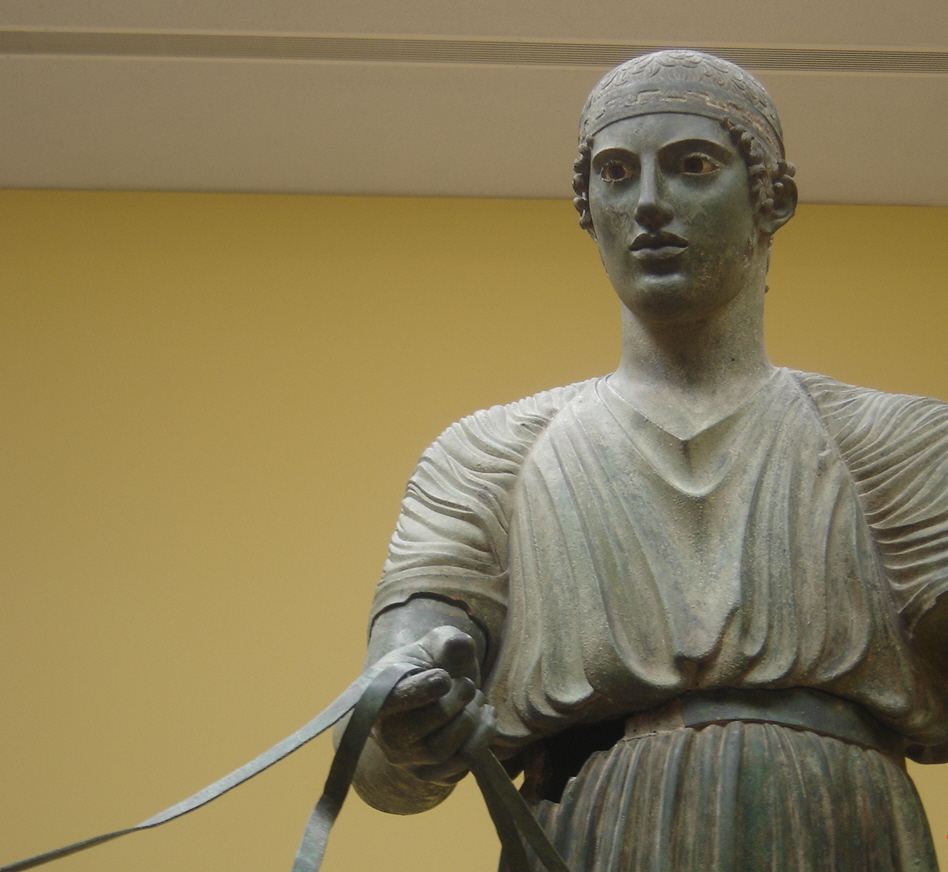
Aurige de Delphes, vers 478 ou 474 av. J.-C., musée archéologique de Delphes

La période classique voit des changements, tant dans le style que dans le rôle même de la sculpture. Les poses deviennent plus naturelles, comme on le voit sur une œuvre comme l'Aurige de Delphes, bon exemple de transition vers cette sculpture plus réaliste. Par ailleurs, les compétences techniques des sculpteurs grecs de cette époque évoluent également avec une représentation des formes humaines dans des postures plus variées.
À partir d'environ 500 av. J.-C., les statues commencent à dépeindre des personnages existants. Les statues des Tyrannoctones (Harmodius et Aristogeiton), installées à Athènes pour marquer le renversement de la tyrannie, sont réputées pour être les premiers monuments publics représentant des personnes réelles.
En étudiant le mouvement et l'anatomie humaine, les artistes grecs ont découvert qu'ils pouvaient représenter le dynamisme du corps humain en sculptant une statue dans laquelle l'une des deux jambes porte le poids du corps, l'autre étant laissée libre et légèrement fléchie, ce qui constitue le contrapposto. L'un des premiers exemples connus de contrapposto est le célèbre éphèbe de Critios, datant d'environ 480 av. J.-C. et actuellement exposé au musée de l'Acropole d'Athènes. Le contrapposto est rapidement devenu un élément clé de la sculpture grecque, trouvant son apogée dans le Doryphore du sculpteur Polyclète qui adopte un contrapposto extrêmement dynamique et sophistiqué.
La plupart des sculptures de cette période ont été créées en signe de gratitude envers les dieux pour leur avoir apporté la fortune mais aussi pour obtenir les faveurs des dieux. Les temples grecs étaient spécialement aménagés pour accueillir ces grandes statues. Les Grecs estimaient qu'en plaçant des sanctuaires autour des lieux saints ils s'accorderaient les grâces des dieux. Dans la mesure où les dieux grecs provenaient pour la plupart de mythes fondés sur la vie réelle, les sculptures les représentant étaient très « humaines ».
Durant cette période, les sculpteurs ne réalisaient pas seulement des œuvres pour les temples, mais effectuaient aussi des statues funéraires en hommage aux défunts. Ces sculptures représentaient généralement les personnes décédées dans des poses décontractées. Par ailleurs, des athlètes victorieux et de riches familles commandaient des statues d'eux-mêmes pour des temples dédiés aux dieux. Les portraits sont également devenus populaires et les bustes représentant des généraux, des philosophes et des dirigeants politiques firent leur apparition.
La grande qualité des sculptures grecques eut une grande influence sur la sculpture étrusque et plus tard sur l'art romain. L'enthousiasme avec lequel Rome saluait l'art grec s'est avéré important, non seulement en raison de la transmission du style classique grec, mais aussi parce que la plupart des œuvres grecques existantes ont survécu grâce aux copies en marbre que les Romains firent des sculptures grecques en bronze.

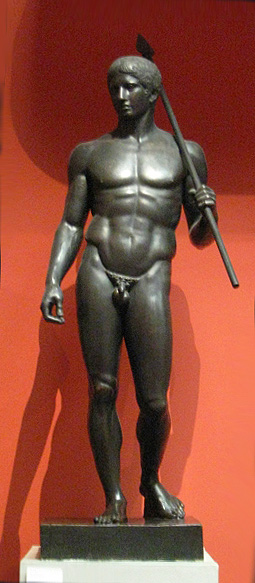
Doryphore, Polyclète, musée Pouchkine, Moscou.
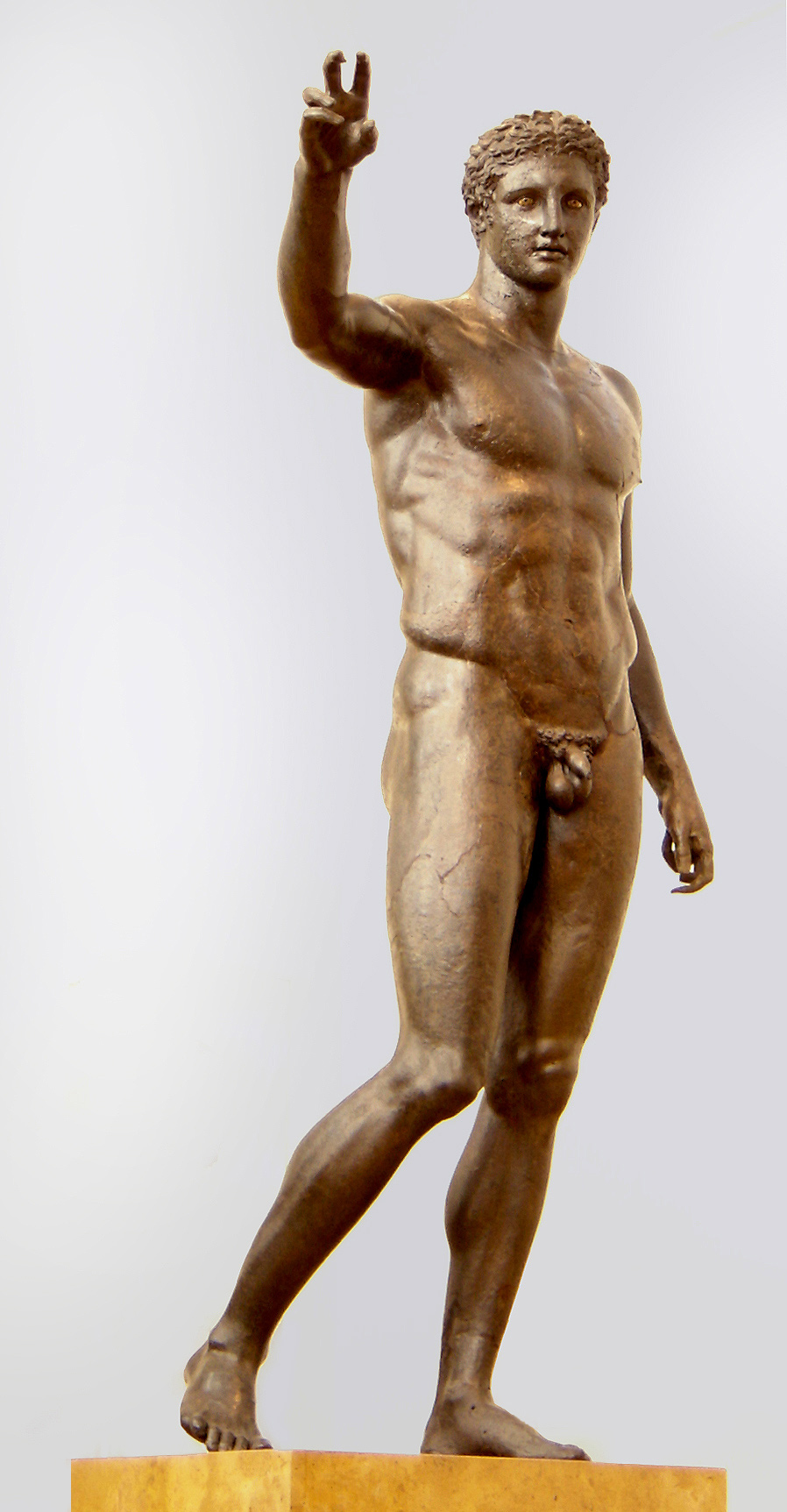
Paris ou Perseus, attribué à Euphranor, vers 340-330 av. J.-C., musée national archéologique d'Athènes.
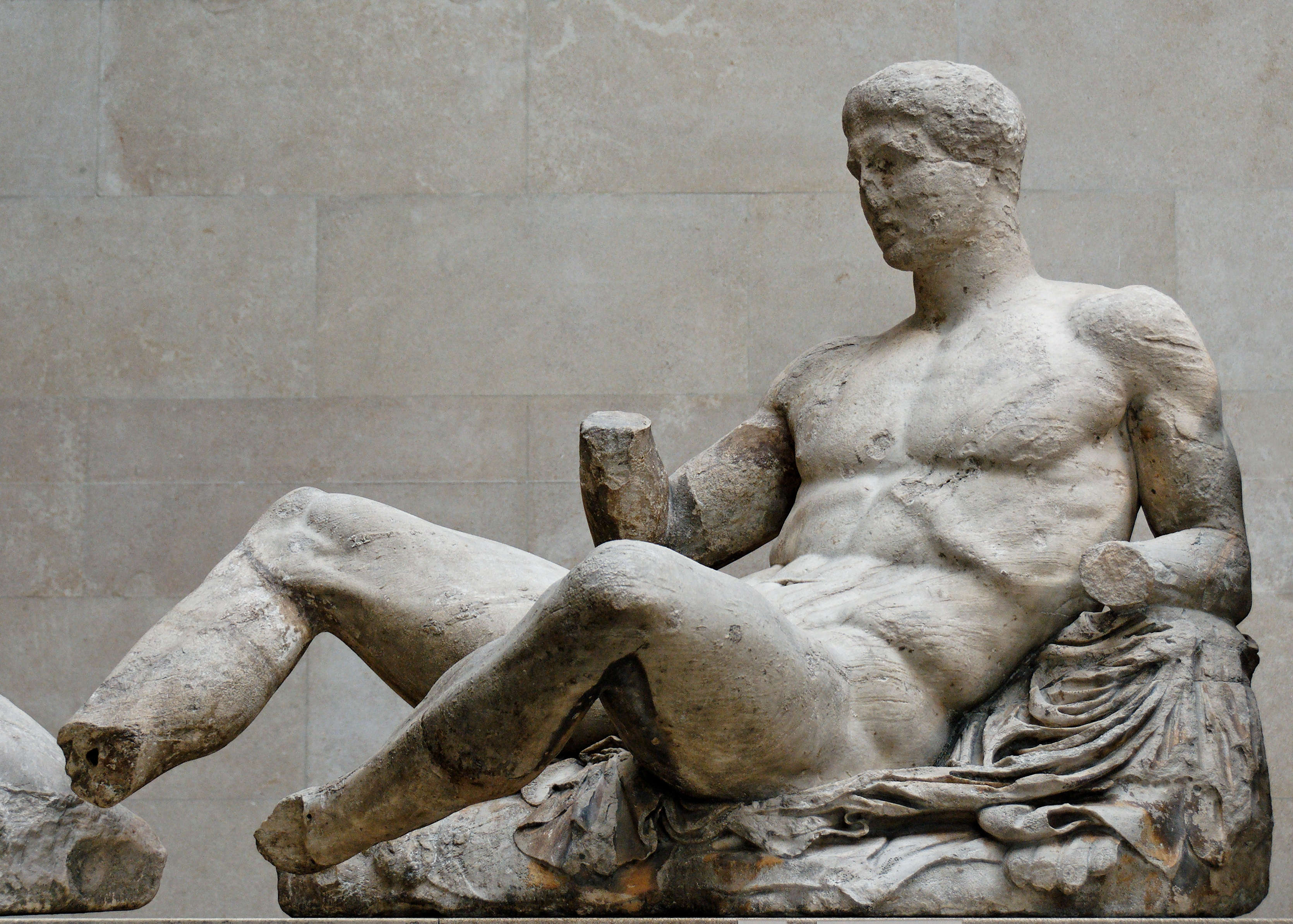
Dionysos allongé, atelier de Phidias, provenant du fronton du Parthénon, vers 447–433 av. J.-C., British Museum
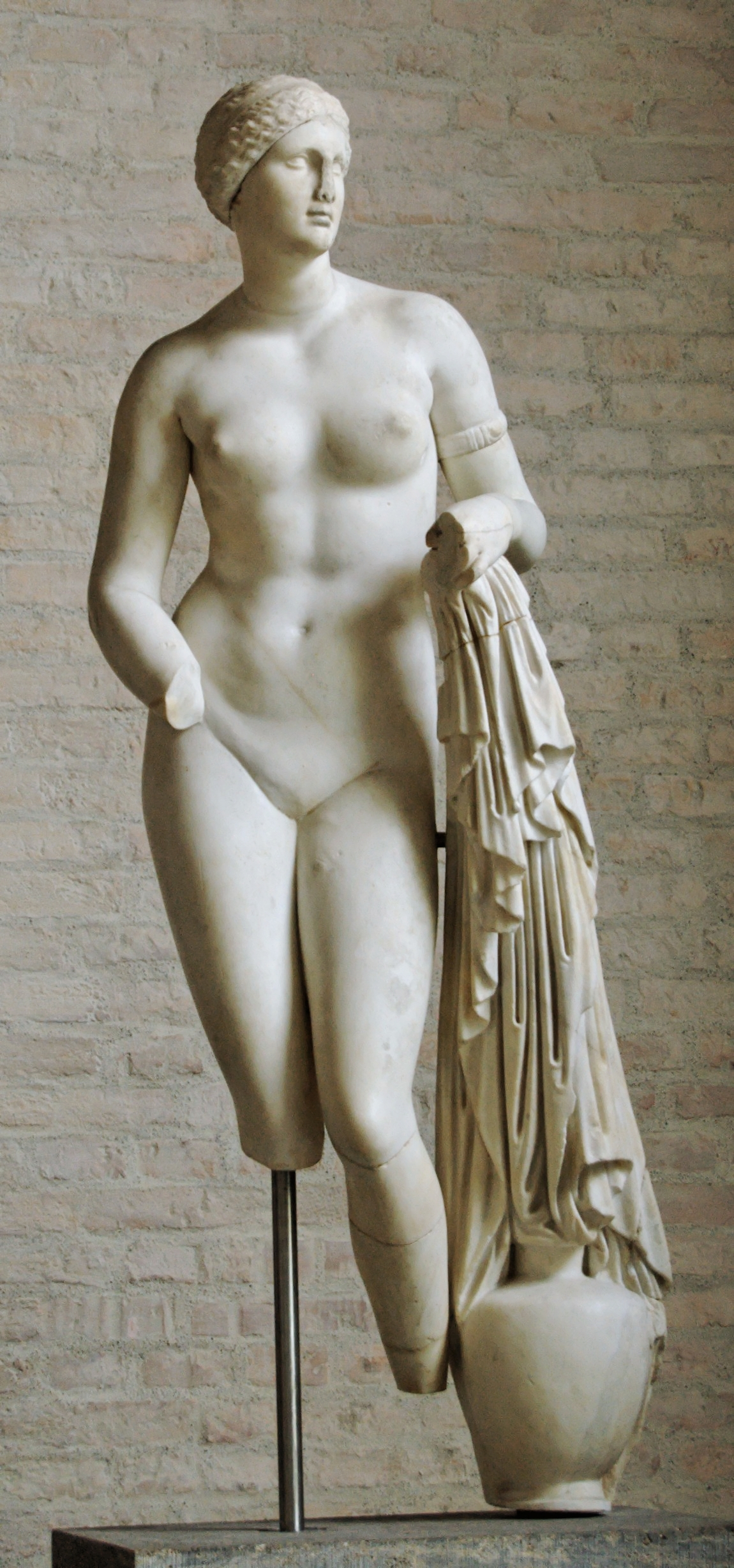
Aphrodite Braschi, copie libre (Ier siècle av. J.-C.) d'une statue votive de Praxitèle à Cnide (du type de l'Aphrodite de Cnide), vers 350-340 av. J.-C., Glyptothèque de Munich.

### Période hellénistique
La transition de la période classique à la période hellénistique s'est faite au cours du IVe siècle av. J.-C. La sculpture est devenue de plus en plus réaliste et naturelle. Les gens ordinaires, les femmes, les enfants, les animaux et des scènes de la vie quotidienne sont devenus des sujets acceptables pour la sculpture et ce genre d'œuvres étaient généralement commandées par des familles aisées pour décorer et orner leurs maisons et jardins.
Des portraits réalistes d'hommes et de femmes de tous âges étaient réalisés, et les sculpteurs ne se sentaient plus obligés de représenter la beauté idéale ou la perfection physique. La plupart des hommes grecs étaient sculptés debout, les hanches légèrement sur le côté, révélant ainsi leur musculature.

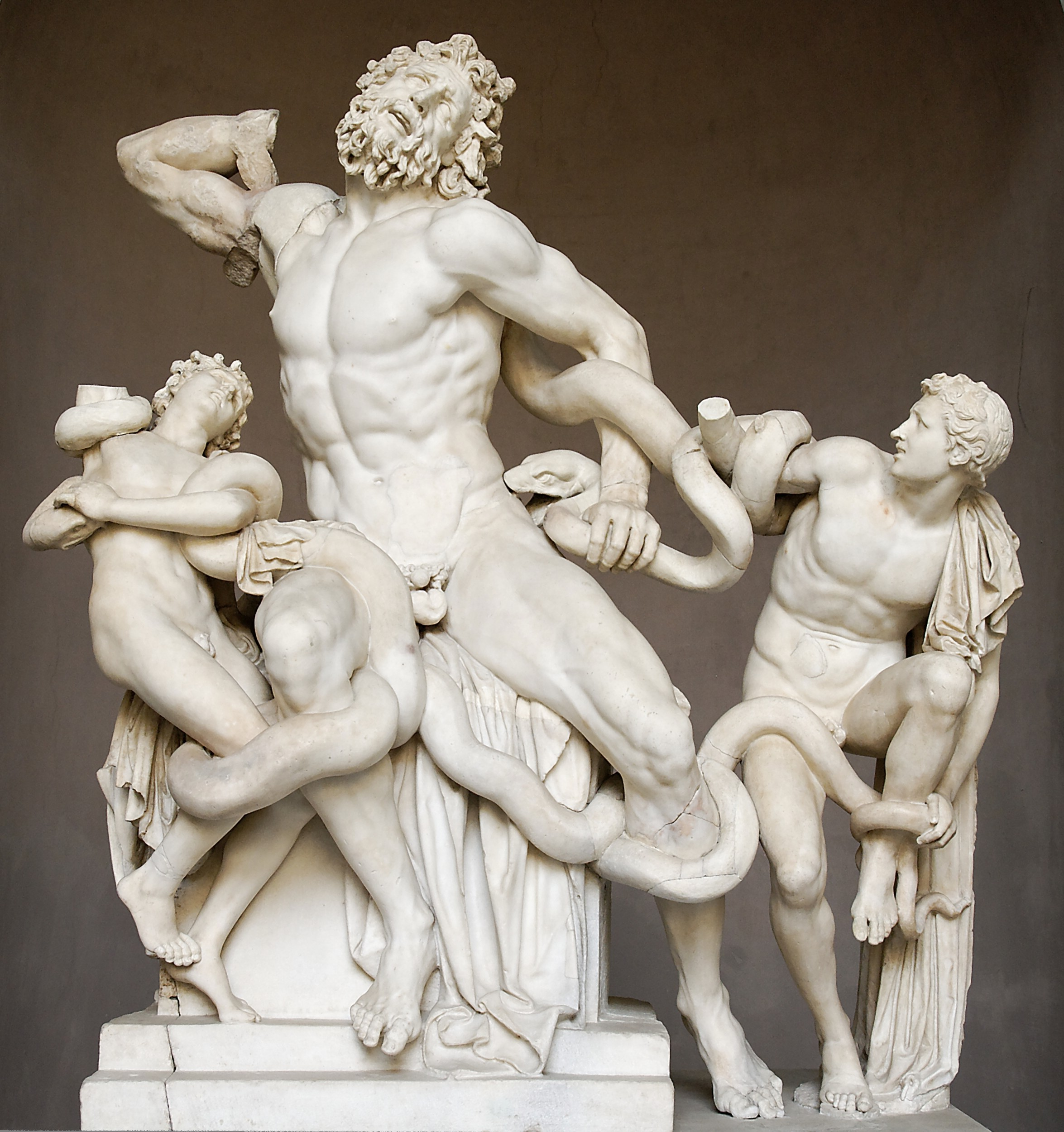
Groupe du Laocoon, attribué à Agésandros, Athénodore et Polydore, copie d'une œuvre hellénistique datant d'environ 220 av. J.-C., musée Pio-Clementino, Vatican.
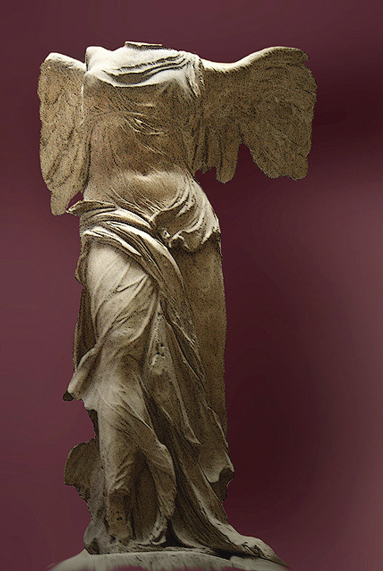
Victoire de Samothrace, vers 220-190 av. J.-C., Le Louvre
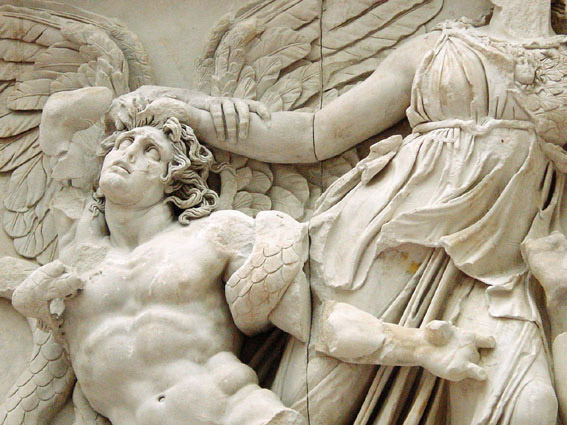
Jeune Géant terrassé par Athéna, détail de la frise du Grand autel de Pergame, IIe siècle av. J.-C., musée de Pergame, Berlin.
Le Gaulois Ludovisi et sa femme, copie romaine d'après une œuvre hellénistique réalisée pour la victoire d'Attale Ier sur les Gaulois, Vers 220 av. J.-C., palais Altemps, Rome.

### Période romaine

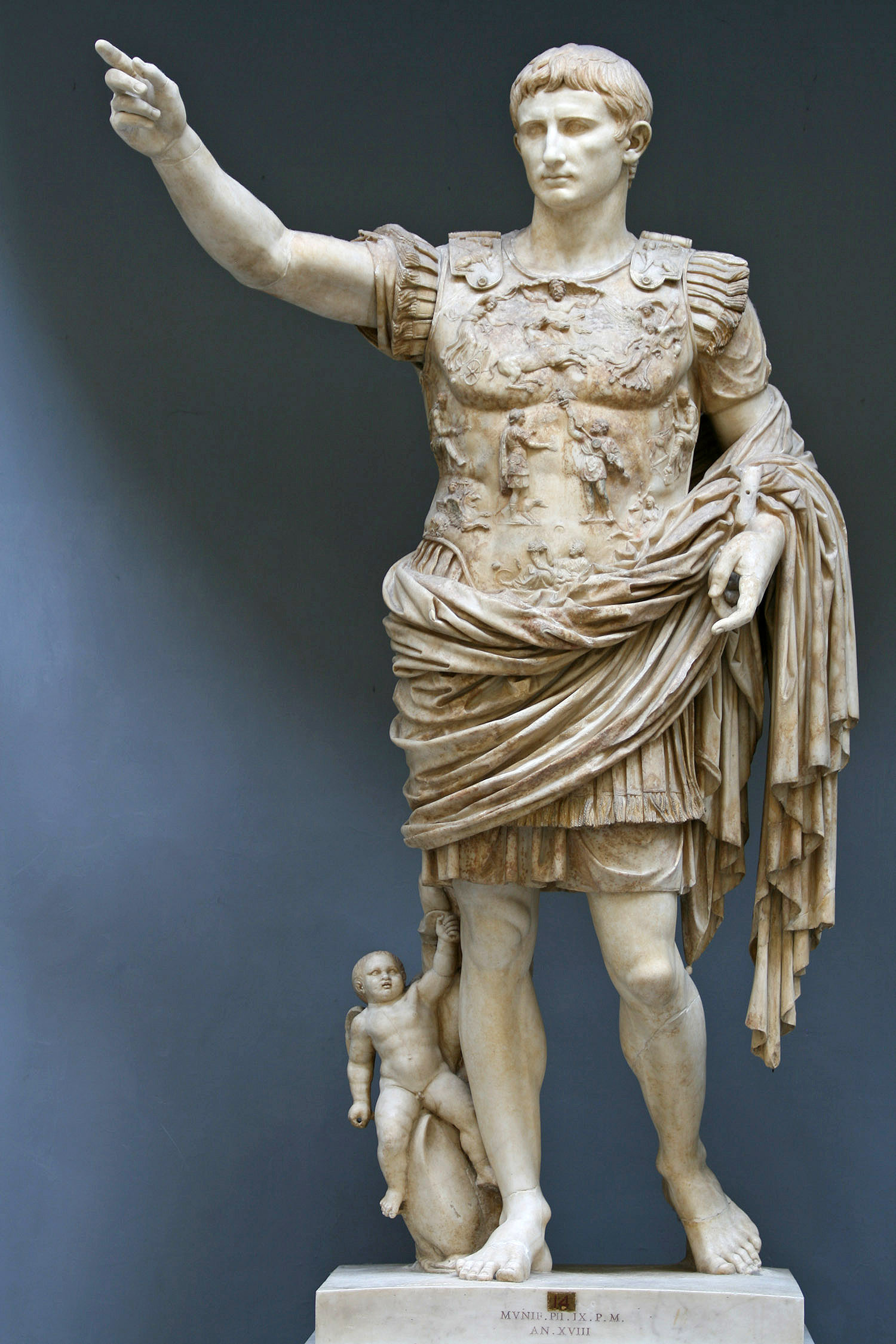
Auguste de Prima Porta, statue de l'empereur Auguste, Ier siècle, musées du Vatican.

La sculpture romaine a débuté par la copie des œuvres grecques. Peu à peu, elle a évolué vers une forme de sculpture qui mettait beaucoup plus l'accent sur l'individu. Ainsi, il existe aujourd'hui de très nombreuses sculptures d'empereurs romains.
Même si elle s'inspire de la sculpture grecque, la sculpture romaine a ses particularités comme l'invention du buste, et la démocratisation du portrait. De plus, elle a su produire un métissage des styles dans les régions sous imperium qui avaient déjà leur manière propre, comme l'Égypte ou les provinces orientales.

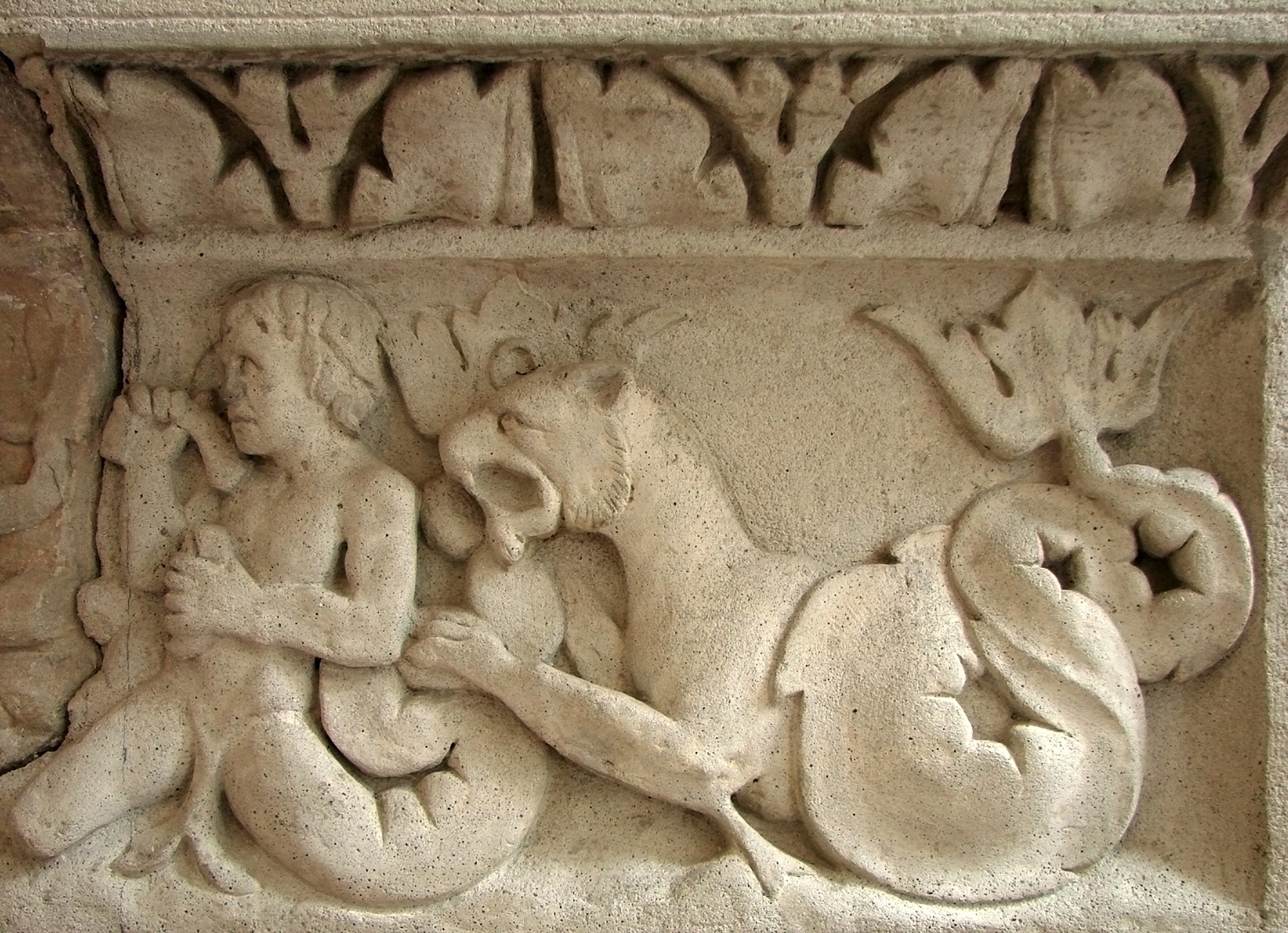
Bas-relief d'autel funéraire, Rheinisches Landesmuseum, Trèves, Allemagne.
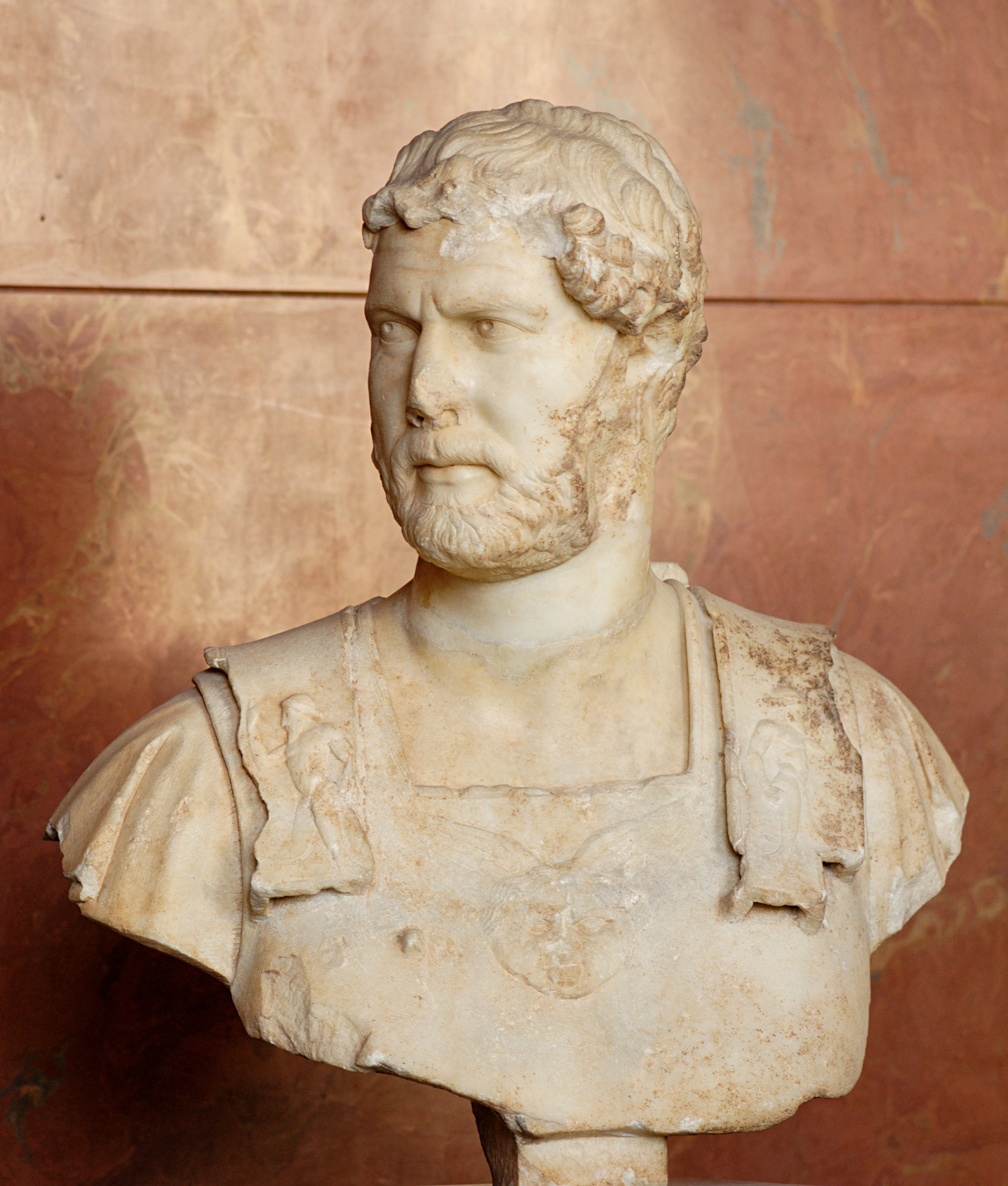
Buste de l'empereur Hadrien, vers 127-128 ap. J.-C., Le Louvre.
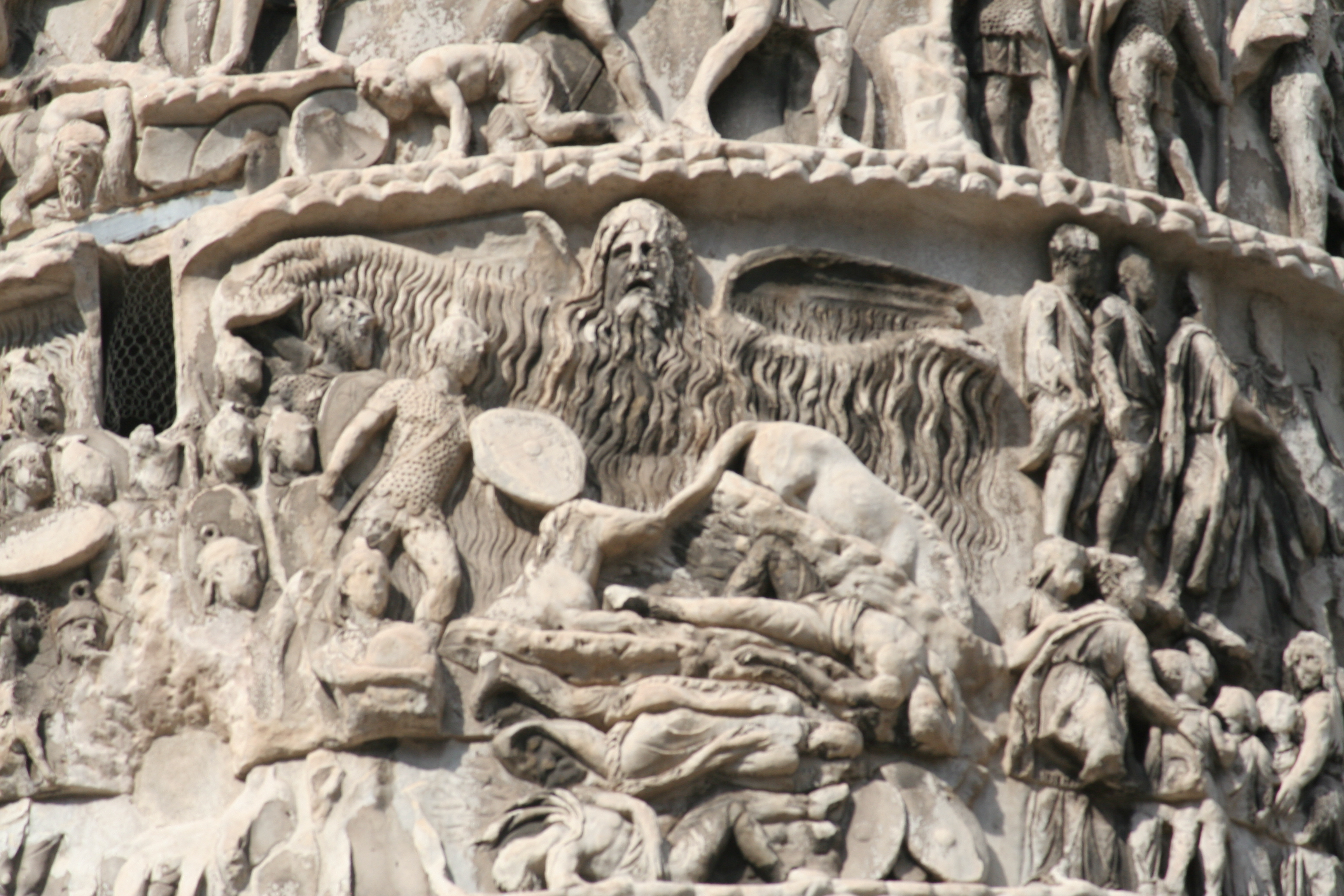
Colonne de Marc-Aurèle (détail), Rome
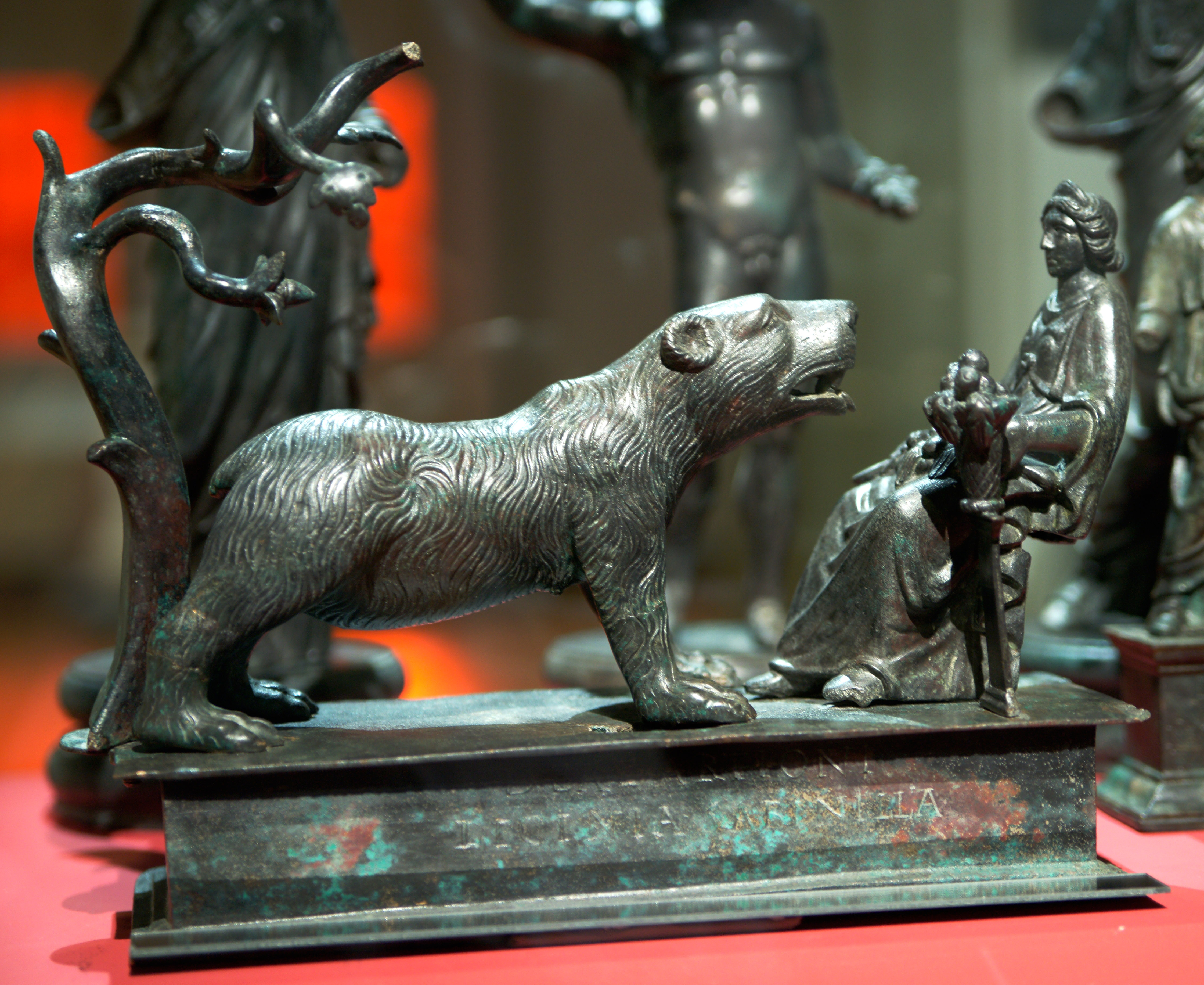
Statuette dédiée à la déesse Artio, bronze, IIe siècle, musée historique de Berne.

## Influence
La sculpture gréco-romaine a eu une profonde influence sur l'art occidental, notamment sur le réalisme artistique. En raison de la durabilité relative de la sculpture, elle a réussi à survivre et continuer d'influencer et de renseigner les artistes de diverses cultures et époques, de l'Europe à l'Asie, et aujourd'hui, du monde entier.
Alors que l'art classique tomba progressivement en disgrâce en Europe après la chute de l'Empire romain d'Occident, il a été redécouvert au début de la renaissance italienne au XIVe siècle, avec un impact décisif. L'un des sculpteurs les plus importants dans ce renouveau du classicisme est Donatello. Beaucoup d'autres sculpteurs tels que Michel-Ange ont aussi réalisé des tableaux qui peuvent être considérés comme classiques. Le classicisme moderne contraste à bien des égards avec la sculpture classique du XIXe siècle, marquée par le naturalisme (Antoine-Louis Barye), le mélodrame (François Rude), la sentimentalité (Jean-Baptiste Carpeaux) ou une sorte de grandeur majestueuse (Frederic Leighton). La tradition classique a pris plusieurs directions et orientations différentes à la fin du XIXe siècle mais, même pour les artistes modernes, la sculpture classique reste fondamentale.